# Historisch woordenboek van Zwitserland

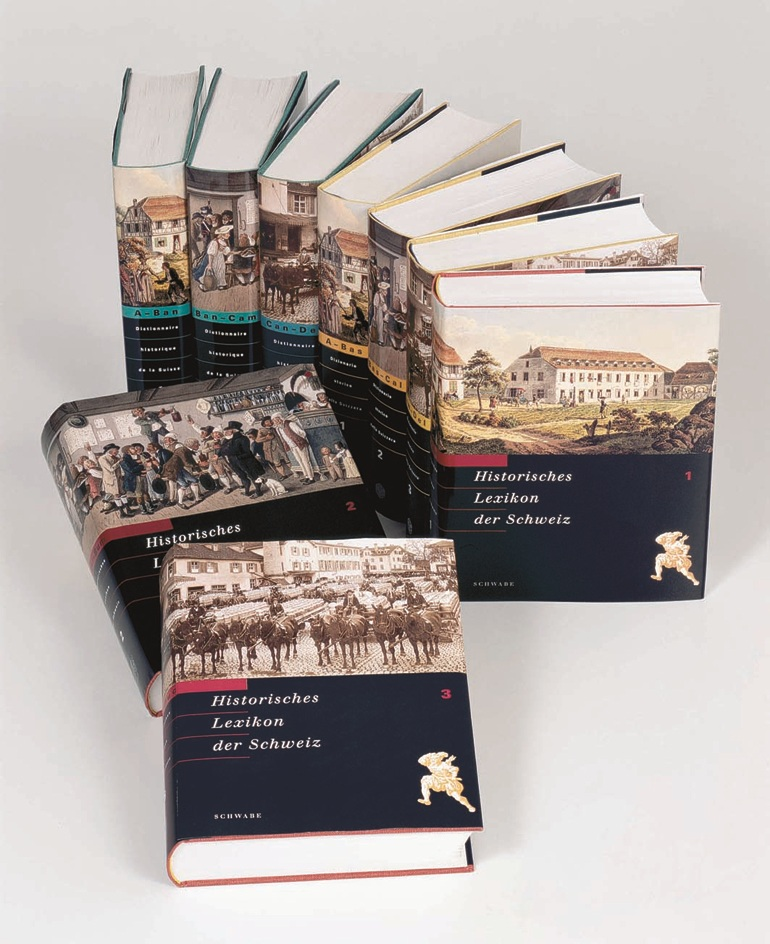
Een papieren uitgave van het Historisch woordenboek van Zwitserland.

Het Historisch woordenboek van Zwitserland (Duits: Historisches Lexikon der Schweiz; Frans: Dictionnaire historique de la Suisse; Italiaans: Dizionario storico della Svizzera) is een encyclopedie over de geschiedenis van Zwitserland.

## Omschrijving
Aanvankelijk publiceerde men het Historisch woordenboek van Zwitserland enkel op papier, maar sinds 1998 worden de artikels ook online gepubliceerd. De artikels worden zowel in het Duits, Frans als het Italiaans uitgebracht. Het Historisch woordenboek van Zwitserland telt ongeveer 36.000 artikelen per taal.